# Edouard Pynaert
Edouard Pynaert (Gent, 29 mei 1835 - aldaar, 28 oktober 1900) was een Belgisch tuinbouwkundige.

## Levensloop
Gentenaar Edouard Pynaert studeerde af aan de Tuinbouwschool van Louis Benoît Van Houtte. Na aanvullende studies in onder meer München en Parijs, werd hij in 1860 aangesteld tot hoofdtuinier in het kasteel van Belœil. In 1861 verhuisde hij terug naar de Tuinbouwschool in Gentbrugge, waar hij docent werd.
Hij was als tuinarchitect vooral vertrouwd met de Engelse landschapstuin en had een eigen bloemisterij, die een van de modernste van zijn tijd was. 
Daarnaast was hij van 1885 tot 1895 Gents gemeenteraadslid voor de liberalen.
Hij was de vader van Charles Pynaert, liberaal Oost-Vlaams provincieraadslid van 1912 tot 1921. In Gent is de Edward Pynaertkaai naar hem genoemd.